# Listen
A Listen Jordan Rudess 1993-ban megjelent második szólólemeze, mely az Invincible Records gondozásában jelent meg. Az első Arrival című albummal szemben a Listen nem instrumentális zenét tartalmaz, hanem vokális szerzeményeket, melyek feléneklésében Jordan Rudess is részt vett Barbera Bock énekesnő mellett. Rudess a lemezen hallható teljesítménye révén elnyerte a Keyboard Magazin „Legjobb új tehetség” díját.

## Számlista
A dalokat Jordan Rudess írta.
1. Listen to the Voice – 3:52
2. Inspiration – 5:15
3. Beyond the Shoreline – 4:33
4. Fade Away – 4:32
5. It's a Mystery – 6:47
6. Feel the Magic – 6:26
7. Invisible Child – 5:59
8. Across the Sky – 7:17
9. Take Time – 7:47
10. Danielle – 5:19
11. Boogie Wacky Woogie – 2:31

## Közreműködők
- Jordan Rudess – zongora, billentyűs hangszerek, ének
- Barbera Bock – ének
- Jim Simmons – basszusgitár
- Chris Amelar – gitár
- Ken Mary – dob